# Titus- Le martyre des juifs
Titus- Le martyre des Juifs est le nom d'un roman de Max Gallo publié en 2006 chez Fayard. 
Il est le troisième opus de la suite romanesque Les romains. Comme dans le second tome, le chevalier romain Sérenus est le narrateur de l'histoire.
L'histoire se passe durant la Première guerre judéo-romaine qui causa la destruction du Second Temple de Jérusalem.

## Synopsie
Après la mort de Néron, qui fit entrer Rome dans l'année des trois empereurs, Séranus se rallie à Vespasien et à son fils Titus. 
Vespasien est appelé à réprimer la révolte juive menés par les zélotes, dévots et sicaires. Mais les événements politiques à Rome le conduisent à se rendre dans la capitale. C'est son fils, Titus, en tant que légat qui va réprimer la révolte. L'auteur insiste sur la cruauté de la répression, mais aussi sur la cruauté des zélotes, envers leurs coreligionnaires juifs qui ne combattent avec eux. L'horreur va jusqu'à la pratique du cannibalisme lors du siège de Jérusalem.
Avec la destruction du temple, la première guerre judéo-romaine est terminée, les romains y sont les grands vainqueurs.
Les derniers survivants de la révolte juive se suicident dans la forteresse de Massada après un long siège.

## Complexité des personnages
Le narrateur va s'attacher à plusieurs personnes comme Titus, Flavius Josèphe ou encore la princesse de Judée Bérénice, dont il s'attache à montrer la complexité.
Flavius Joseph, ancien commandant de la forteresse de Jotapata décide de se rendre aux romains pour éviter le bain de sang.
Titus n'aurait pas demandé à son armée de détruire le temple, il aurait même promis à Bérénice (sa maîtresse) de préserver le temple, mais son armée est prise de zèle après une rude bataille et décide de brûler le temple.

## Vérité historique?
Ce sont les écrits de Flavius Josèphe qui ont poussé l'auteur à décrire de manière mortifère la guerre. Toutefois, certains historiens pensent que Flavus Joseph exagère.
Certains historiens remettent en cause l'idée d'un suicide de masse à Massada.